# Bob Benzen
« Benzen » redirige ici. Ne pas confondre avec Benzène ni Bunsen.
Bob Benzen  est un homme politique canadien, député conservateur de Calgary Heritage du 3 avril 2017 au 31 décembre 2022.

## Biographie
Bob Benzen fait carrière comme président Copyseis, entreprise familiale de gestion d’archives numériques et physiques, qu'il codirige avec sa femme. Membre et donateur régulier du Parti conservateur du Canada, il se fait connaître en finançant « Decade of Excellence », une offensive d'affichage publicitaire visant à remercier Stephen Harper pour ses années de service comme premier ministre du Canada.
À la suite de la démission de ce dernier de la Chambre des communes, il emporte l'investiture conservatrice dans Calgary Heritage face à Rick Billington et Paul Frank. Le 3 avril 2017, il est très largement élu député de ce fief conservateur.

## Résultats électoraux
|  | Candidat          | Parti                               | #     | %      |
|  | ----------------- | ----------------------------------- | ----- | ------ |
|  | Bob Benzen        | Conservateur                        | 19389 | 71.5 % |
|  | Scott Forsyth     | Libéral                             | 5889  | 21.7 % |
|  | Khalis Ahmed      | Néo-Démocrate                       | 784   | 2.9 %  |
|  | Taryn Knorren     | Vert                                | 484   | 1.8 %  |
|  | Jeff Willerton    | Héritage Chrétien                   | 383   | 1,4 %  |
|  | Darcy Gerow       | Parti libertarien du Canada         | 113   | 0.4 %  |
|  | Stephen J. Garvey | Parti de l'Avancement national (en) | 79    | 0.3 %  |
|  | Total             |                                     | 27121 | 100%   |